# Markus Printz

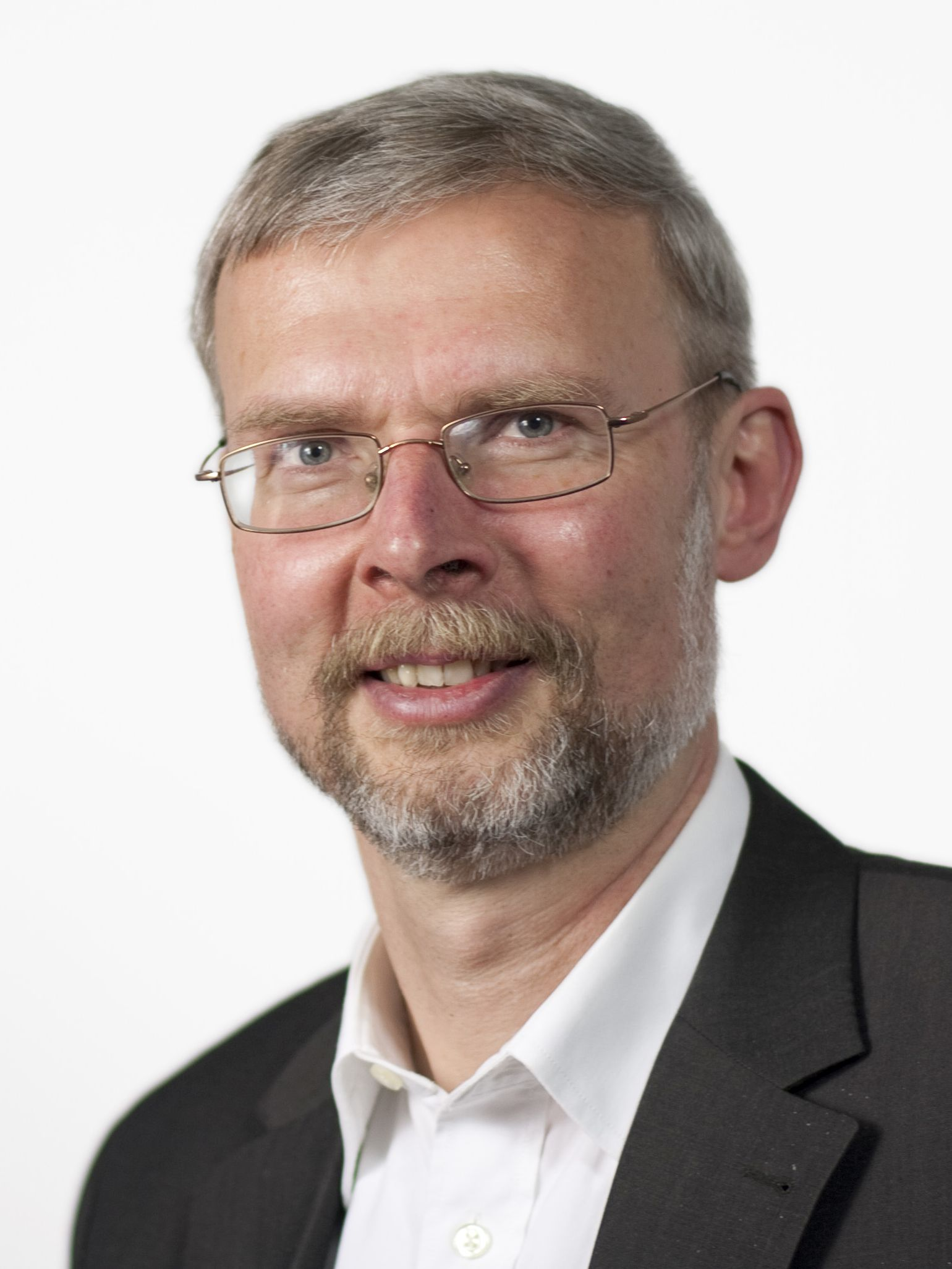
Markus Printz 2011

Markus Printz (* 4. Dezember 1958 in Karlsruhe) ist ein deutscher Pfarrer der Evangelischen Landeskirche in Baden, Theologe, Pädagoge und war von 2011 bis 2017 Professor für Praktische Theologie und Gemeindepädagogik an der Internationalen Hochschule Liebenzell.

## Leben und Wirken
Nach einer Lehre zum Bankkaufmann von 1977 bis 1979 absolvierte Printz 1980/81 am GRZ Krelingen ein Sprachstudium für Klassisches Griechisch, das er mit dem Graecum abschloss. Es folgte ein Studium Evangelischer Theologie in Münster, Tübingen, Erlangen und Heidelberg. Daran schloss sich 1987/88 ein Lehrvikariat und danach bis 1990 ein Pfarrvikariat in der Badischen Landeskirche an. Das anschließende Promotionsstudium in Erlangen und Halle im Fachbereich Praktische Theologie schloss er 1995 mit seiner Dissertation über Grundlinien einer bibelorientierten Gemeindepädagogik ab, wo er auf die Gemeinde als Lebensform eingeht, in deren Rahmen pädagogische Impulse zur Entfaltung kommen können.
Zwischen 1994 und 1998 war er Gemeindepfarrer in Adelshofen und 1996 Gastdozent für Religions- und Gemeindepädagogik an der Universität Mannheim. 2000 wurde er von der Missionsgesellschaft DMG interpersonal nach St. Petersburg/Russland entsandt, wo er bis 2003 als Dozent für Pädagogik und Theologie an der St. Petersburger Christlichen Universität (SPCU) des Missionswerkes LOGOS International einen Studiengang in „Christlicher Pädagogik“ entwickelte und zwischen 2001 und 2003 dessen Studiendirektor war. Danach war er bis 2008 als Dozent für Praktische Theologie, Missiologie und Dogmatik am Theologischen Institut der Ingermanländer Kirche (TIIK) tätig. 2007/08 war er Direktor für deren Kurzausbildungsprogramme, von 2006 bis 2008 Assistent des Dekans und Mitglied des Akademischen Beirats des TIIK. 2006 war er Gastdozent für Pastoralpädagogik und Katechetik am Theologischen Seminar der Evangelisch-Lutherischen Kirche in Russland, der Ukraine, in Kasachstan und Mittelasien (ELKRAS) in St. Petersburg.
Printz dozierte von 2008 bis 2011 am Theologischen Seminar der Liebenzeller Mission in Bad Liebenzell. Von 2011 bis 2017 hatte er einen Lehrstuhl für Praktische Theologie und Gemeindepädagogik an der Internationalen Hochschule Liebenzell, war Studiengangsleiter für den Bachelor-Studiengang Gemeindepädagogik und ab 2015 auch für den Bachelor-Studiengang Theologie/Pädagogik im interkulturellen Kontext. Seine Forschungsschwerpunkte lagen im Bereich Gemeindepädagogik, Gemeindekybernetik und Gemeindeaufbau. Seit September 2017 arbeitet er als Pfarrer in Hilsbach-Weiler und ist seit 2018 Gastdozent am Theologischen Seminar Adelshofen.
Seit 1992 ist er Mitglied der Facharbeitsgruppe Praktische Theologie des Arbeitskreises für evangelikale Theologie (AfeT).
Markus Printz ist mit seiner Frau Claudia verheiratet. Das Paar hat sechs Kinder, wohnte bis 2017 in Calw-Hirsau und seither in Sinsheim.

## Veröffentlichungen
- Grundlinien einer bibelorientierten Gemeindepädagogik. Pädagogische und praktisch-theologische Überlegungen (zugl. Dissertation, Halle 1995), SCM R. Brockhaus, Witten 1996, ISBN 978-3-4172-9414-9.

Aufsätze
- Ist Gemeindepädagogik notwendig? Ein Plädoyer für eine biblisch begründete pädagogische Arbeit in der Gemeinde. In: Glaube und Erziehung 11/1997.
- Bedeutet die Entscheidung für die Volkskirche den Verzicht auf Gemeindezucht? In: Ichthys Nr. 42/2006.
- Значение социальной или эмоциональной компетентности для теологического образования (die Bedeutung sozialer oder emotionaler Kompetenz für die theologische Ausbildung). In: Материалы по исследованию религиозной ситуации на северо-западе России и в странах Балтии. Russische Staatliche Pädagogische Hertzen-Universität, Sankt Petersburg 2006.
- Frostige Zeiten – herausfordernde Impulse. Michael Frosts Ansatz einer „missionalen Gemeinde“. In: JETh 26, 2012, S. 151–166.
- Gemeindepädagogik in der Sackgasse? Eine kritische Analyse der Veröffentlichungen zur Gemeindepädagogik der letzten fünf Jahre. In JETh 30 (2016), S. 151–174.
- Evangelische Spiritualität und Gemeindepädagogik (Katechismus). In: Peter Zimmerling (Hrsg.): Handbuch Evangelische Spiritualität. Band 3: Praxis, Vandenhoeck & Ruprecht, Göttingen 2019, ISBN 978-3-525-56460-8.

Lexikonartikel
- Theodor Haarbeck. In: RGG, Band 3, 4. Ausgabe, Tübingen 2000.
- Gemeindepädagogik. In: Evangelisches Lexikon für Theologie und Gemeinde (ELThG) II, 2019.